# (6057) Robbia
(6057) Robbia ist ein Asteroid des äußeren Hauptgürtels, der am 16. Oktober 1977 von dem niederländischen Astronomenehepaar Cornelis Johannes van Houten und Ingrid van Houten-Groeneveld entdeckt wurde. Die Entdeckung geschah im Rahmen der 3. Trojaner-Durchmusterung, bei der von Tom Gehrels mit dem 120-cm-Oschin-Schmidt-Teleskop des Palomar-Observatoriums aufgenommene Feldplatten an der Universität Leiden durchmustert wurden, 17 Jahre nach Beginn des Palomar-Leiden-Surveys.
Der mittlere Durchmesser des Asteroiden wurde mit 29,37 km (± 0,231) berechnet. Er hat mit einer Albedo von 0,043 (± 0,004) eine recht dunkle Oberfläche. Nach der SMASS-Klassifikation (Small Main-Belt Asteroid Spectroscopic Survey) wurde bei einer spektroskopischen Untersuchung von Gianluca Masi, Sergio Foglia und Richard P. Binzel bei (6057) Robbia ebenfalls von einer dunklen Oberfläche ausgegangen, es könnte sich also, grob gesehen, um einen C-Asteroiden handeln.
Der Asteroid gehört zur Cybele-Gruppe, einer dynamischen Gruppe von Asteroiden jenseits der Hecuba-Lücke. Die Umlaufbahnen der Mitglieder stehen in 7:4-Resonanz zum Planeten Jupiter, wodurch sie stabilisiert werden. Die Gruppe wurde nach dem Asteroiden (65) Cybele benannt.
(6057) Robbia wurde am 5. März 1996 nach dem Bildhauer Luca della Robbia benannt, der mit Lorenzo Ghiberti und Donatello zu den Begründern der Frührenaissance in Florenz gehörte. Nach Lorenzo Ghiberti ist der Asteroid des inneren Hauptgürtels (6054) Ghiberti benannt, nach Donatello der Asteroid des mittleren Hauptgürtels (6056) Donatello.